# Nedreschlesiske skov
Nedreschlesiske skov (polsk: Bory Dolnośląskie) er den største sammenhængende skov i Polen, med et samlet areal på 1.650 kvadratkilometer. Det ligger i det sydvestlige Polen, i voivodskabet Nedre Schlesien og voivodskabet Lubusz, nær grænsen til Tyskland. Den vestlige afgrænsning af skoven dannes af floden Lausitzer Neiße, bag den breder sig en tysk skov, Muskau Hede der hovedsageligt er dækket af fyrretræer.
Området i Nedreschlesiske skov er overvejende fladt, hvor det højeste punkt er bakken kaldet Dębniak, der måler 238 moh. Vildmarken er opdelt i flere mindre skove, og den krydses af en række floder, herunder Kwisa, Bóbr og Szprotawa. Blandt de vigtigste bycentre i området er Bolesławiec, Węgliniec, Żagań, Żary, Szprotawa og Pieńsk.
Nedreschlesiske skov er populær blandt jægere, da den er rig på vildt som hjorte, vildsvin, harer, ræve og ulve.
Honning har været produceret i skoven siden middelalderen, og den Nedreschlesiske  skovlyngshonning (Miód wrzosowy z Borów Dolnośląskich) er udpeget som en traditionel fødevare af det polske ministerium for landbrug og udvikling af landdistrikter.

## Galleri
- Beliggenhed i Polen
- Skov nær Ruszów
- Dam i Żagań
- Tysk bunker fra Anden Verdenskrig nær Szprotawa